# Werner Lindberg
Fredrik Werner Lindberg, född 17 augusti 1852 i Sund, död 10 februari 1909 i Helsingfors, var en finländsk väg- och vattenbyggnadsingenjör och ämbetsman. Han var bror till Karl Johan Lindberg.
Lindberg var från 1881 verksam vid Överstyrelsen för väg- och vattenbyggnaderna. Han blev överingenjör 1893 och överdirektör för nämnda ämbetsverk 1906. Han var inriktad på hamnbyggnad och andra vattenbyggnadsfrågor och projekterade bland annat Hangö och Mäntyluoto (vid Björneborg) hamnar. År 1908 blev han senator och chef för kommunikationsexpeditionen.